# Christmas in Boston
Christmas in Boston (Brasil: Mensagem Instantânea ) é um filme estadunidense de 2005, do gênero comédia romântica, dirigido por Neill Fearnley, escrito por Stephanie T. Baxendale e estrelado por Marla Sokoloff e Patrick J. Adams. O filme foi produzido para o canal de televisão ABC Family para o Natal de 2005.

## Sinopse
Gina (Marla Sokoloff) e Seth (Patrick J. Adams) tornaram-se amigos de correspondência quando estavam na 6 ª série. E agora, 13 anos depois, eles ainda se escrevem, mas ainda não se encontraram. Ela é uma jornalista, enquanto ele é um inventor de brinquedos. Uma oportunidade surge quando há uma convenção de brinquedos em Boston. Eles decidem se encontrar, mas o único problema é que quando eles eram mais novos e foram trocar fotos, cada um botou a foto de seus amigos mais bonitos. 

## Elenco
- Marla Sokoloff	... 	Gina
- Patrick J. Adams	... 	Seth
- Lindy Booth	... 	Ellen
- Jonathan Cherry	... 	Matt
- Shawn Lawrence	... 	Mr. Dugan
- Art Hindle	        ... 	Mr. Howard
- Len Silvini	        ... 	Vendor
- Neill Fearnley	... 	Sullivan (como Neil Fearnley)
- Ruth Fernandes	... 	Tree Girl
- Janessa Crimi	        ... 	Gina jovem
- Jonathan Alderton     ... 	Seth jovem
- Yola Wojcik	        ... 	Angelica Davis
- Katherine Crimi	... 	Gina adolescente
- Michael Cameron	... 	Seth adolescente
- Patrick Salvagna	... 	Irmão mais velho de Seth (sem créditos)